# Bylany (Miskovice)
Bylany (německy Bilans) jsou vesnice, část obce Miskovice v okrese Kutná Hora. Nachází se asi 2,5 kilometru východně od Miskovic. Vesnicí protéká Bylanka, která je levostranným přítokem říčky Vrchlice.
Bylany leží v katastrálním území Bylany u Kutné Hory o rozloze 5,25 km².

## Historie
První písemná zmínka o vesnici pochází z roku 1142.

## Pamětihodnosti

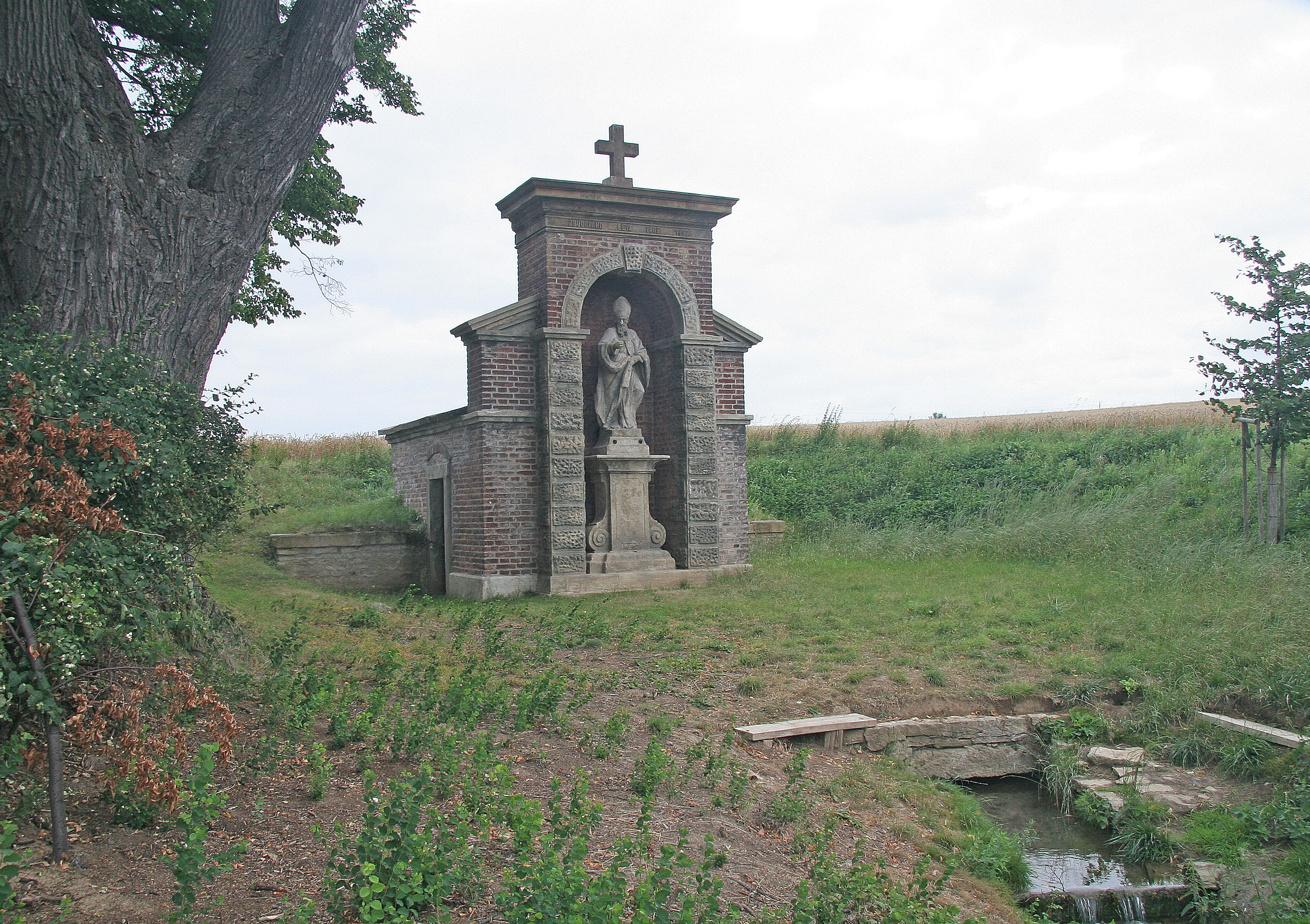
kaple Svatého Vojtěcha

- Mezi Bylany a Přítoky vyvěrá vydatný pramen, který ve středověku za pomoci akvaduktu zásoboval Kutnou Horu pitnou vodou. Nad pramenem byla postavena kaple zasvěcená Svatému Vojtěchovi.
- Usedlost čp. 21
- Vodní mlýn čp. 79
- Bývalá jezuitská hospoda čp. 25
- Pravěké a raně středověké hradiště Cimburk
- U vesnice byl prozkoumán rozsáhlý neolitický sídelní areál.[5]